# Orcula dolium
Orcula dolium е вид коремоного от семейство Orculidae.

## Разпространение
Видът е разпространен в Австрия, Босна и Херцеговина, Германия, Италия, Лихтенщайн, Полша, Румъния, Словакия, Словения, Сърбия, Унгария, Франция, Чехия и Швейцария.